# トミー・コールドウェル
トミー・コールドウェル（Tommy Caldwell、1978年8月11日 - ）はアメリカのロッククライマー/フリークライマー。ビッグウォールのフリークライミングからボルダリングまで幅広く手がける。
2008年当時、コロラド州においてアメリカ国内でも有数の難関ルートであるクリプトナイト（5.14d）やフレックス・ルーサー（5.14d/15a）を初登攀している。ヨセミテ国立公園エル・キャピタンでもフリークライミングによる初登を数多く記録している。2015年1月には、ケビン・ジョージソンとともにエル・キャピタンのドーン・ウォールのフリー初登を成し遂げ、バラク・オバマアメリカ合衆国大統領からも祝福を受けた。
アメリカ国外では、2014年2月にアレックス・オノルドとともにパタゴニアのフィッツ・ロイの完全縦走に成功し、ピオレドール賞を受賞した。また、ナショナル・ジオグラフィックの2015年アドベンチャーズ・オブ・ザ・イヤーのクライマー部門にも選出された（同賞のアルピニスト部門はウーリー・ステックが選出されている。）
パタゴニアのクライミング・アンバサダーである。

## 主な登攀歴
- 1999年: コロラド州フォートレス・オブ・ソリチュード クリプトナイト（5.14d） 初登[1]
- 2001年: コロラド州 ロングス・ピーク ハネムーン・イズ・オーバー （V 5.13） 初登（ビレイヤー：ベス・ロッデン）[14]
- 2003年1月: コロラド州 フォートレス・オブ・ソリチュード フレックス・ルーサー（5.14d/15a） 初登[2]
- 2003年6月: エル・キャピタン ウエスト・バットレス（VI 5.13c） フリー初登[15]
- 2004年: エル・キャピタン ダイヒードラル・ウォール（VI 5.14a） フリー初登[16]
- 2005年: エル・キャピタン ノーズ（VI 5.13） 第三登および四登（パートナー：ベス・ロッデン）[17]
- 2006年: フィッツ・ロイ リネア・ディ・エレガンザ（VI 5.11b A3 M7） フリー初登（パートナー：トファー・ドナヒュー、エリック・ロード）[18]
- 2008年: エル・キャピタン マジック・マッシュルーム（VI 5.14a） フリー初登 （パートナー：ジャスティン・ ショウ）[19]
- 2012年: ヨセミテ国立公園 トリプルクラウン（5.13a） 完全フリー初登 （パートナー：アレックス・オノルド） [20]
- 2014年2月: フィッツ・ロイ 初完全縦走（パートナー：アレックス・オノルド。2015年ピオレドール賞受賞。）[10][11]
- 2015年1月: エル・キャピタン ドーン・ウォール（5.14d） フリー初登（パートナー：ケビン・ジョージソン）[3][4][5]

## エピソード
- 2000年8月、キルギスタンで反政府組織に捉えられ、人質となった。監視者を崖から突き落とし、逃げ出すことに成功した[21]。
- 2001年、テーブルソーで左手人差し指を切断した。一度は接合手術を受けたが、クライミングの妨げになるとして、再度除去した[22]。
- フィッツ・ロイにちなみ、息子を「フィッツ」と名付けた[23]。